# Vårt Land (norsk avis)
 For alternative betydninger, se Vårt land. (Se også artikler, som begynder med Vårt land)
Vårt Land er et kristent dagblad, som udkommer i Oslo men har hele Norge som publikum. Avisen blev etableret i 1945 af blandt andre forfatteren Ronald Fangen.
Vårt Land har som grundlag (2004) at være: "En uafhængig avis for mennesker som ønsker at læse om det væsentligste som sker, og om troens rolle i dette. Avisen skal forvalte kristen tro og tanke, og bidrage til at dette præge samfundet og menneskers liv og valg."
Vårt Land modtog omkring 31 mio. norske kroner i pressestøtte i 2003.
Avisen publicerer artikler på både bokmål og nynorsk.
Den nuværende chefredaktør er Helge Simonnes. Mediehuset Vårt Land overtog i 1989 Programbladet fra NRK.

## Redaktører
Denne liste er foreløbigt ufuldstændig. Hvis du ved mere, kan du hjælpe Wikipedia ved at udvide den. Husk referencer.
- Bjarne Høye (1945 - 1967)
- Håkon Fredrik Breen (1969 - 1973)
- Thor Bjarne Bore og Gisle Hollekim (1974 - 1983)
- Hans Erik Matre og Gisle Hollekim (1983 - 1985)
- Hans Erik Matre og Helge Kjøllesdal (1985 - 1989)
- Åge Petter Christiansen og Helge Kjøllesdal (1989 - 1990)
- Åge Petter Christiansen og Erling Rimehaug (konst.) (1990 - 1991)
- Helge Simonnes og Helge Kjøllesdal (konst.) (1991 - )
- Helge Simonnes og Jon Magne Lund
- Helge Simonnes ( - 2016)
- Åshild Mathisen (2016-2018)
- Alf Gjøsund (konst.) (2018-2019)[1]
- Bjørn Kristoffer Bore (2019–)[2]

## Oplag
Bekræftet nettooplag – fra norske Mediebedriftenes Landsforening:
| - 1980: 24 204 - 1981: 24 391 - 1982: 25 554 - 1983: 26 130 - 1984: 24 986 - 1985: 26 132 - 1986: 27 957 - 1987: 28 011 - 1988: 27 370 - 1989: 27 455 - 1990: 27 014 - 1991: 27 050 - 1992: 27 232 - 1993: 29 095 - 1994: 30 219 | - 1995: 30 056 - 1996: 30 005 - 1997: 30 292 - 1998: 30 085 - 1999: 29 373 - 2000: 29 578 - 2001: 29 131 - 2002: 27 770 - 2003: 26 782 - 2004: 27 880 - 2005: 29 158 - 2006: 27 422 - 2007: 27 146 - 2008: 26 344 - 2009: 25 557 | \| \| \| Udvikling i Vårt Lands nettooplag \| |
| | |                                               |
| Udvikling i Vårt Lands nettooplag | |                                               |